# Nationaal Verbond van Kunstschilders en Beeldhouwers van België
Het Nationaal Verbond van Kunstschilders en Beeldhouwers van België (Frans: Fédération Nationale des Artistes-Peintres et Sculpteurs de Belgique), een vereniging zonder winstbejag, werd voor het eerst gesticht rond 1895 en nadien verouderd.
Het Verbond werd opnieuw gesticht als een belangenvereniging van Belgische beeldend kunstenaars op 1 oktober 1922 in Gent ten gevolge van de arbitraire inrichting van het Driejaarlijksch Salon die het publiek als ook de kunstenaars misnoegd had.
De stichters waren: Alfred Bastien, Achille Bentos, Prosper Böss, Edgard Bytebier, Eugène De Bremaecker, Jean Delville, Georges De Sloovere, Robert Dubois, Georges Guequier, Pieter Gorus, Maurice Hardijns, Jef Leempoels, Raph. Robert, Arthur Trealliw (1875-1942) (pseud. van Arthur Willaert) en Ferdinand Willaert.
In 1923 werd het eerste 'Nationaal Congress der Beroeps-Kunstschilders en Beeldhouwers' georganiseerd.
In 1926 publiceerde het Verbond een Kunstalbum-Jaarboek met korte biografieën van de leden en met afbeeldingen van hun werken. 
In 1928 volgde het eerste 'Internationaal Congress der Beroeps-Kunstschilders en Beeldhouwers' georganiseerd dat ook Amerikaanse deelneming kreeg.
De statuten werden herhaaldelijk veranderd volgens de eisen van de tijd. In 1937 werden de statuten aanzienlijk herzien en omgewerkt. De samenstelling van het Bureel in functie werd afgekondigd in het Staatsblad van 24 juli 1937.
Vanaf december 1937, werd een beroepsblad, "Bulletijn van Beeldende Kunstenaars", tweemaal per trimester uitgegeven met informatie van en voor leden. Lidmaatschap was 6 frank per jaar (1939). Number 2 van april 1939 werd gedrukt in een oplage van 1440 exemplaren.
Vanaf februari 1938, werden beperkte tentoonstellingen georganiseerd in het Centrum voor Gebouwdocumentatie, Wetstraat 82 te Brussels, met telkens vijf kunstschilders voor een periode van twaalf dagen. De doelstelling was twee van zulke tentoonstellingen te organiseren per maand.
In december 1938 organiseerden zij hun eerste nationale tentoonstelling "December-Salon" in Koninklijk Museum van het Jubelpark in Brussel waar meer dan 130 kunstenaars, waaronder 18 beeldhouwers, werden vertegenwoordigd met meer dan 400 werken. Er werd ook een Tombola georganiseerd. De catalogus van dit evenement vormde nummers 7 en 8 van het beroepsblad (jaargang 1938). 
Toentertijd waren meer dan elf honderd beroepskunstenaars aangesloten.
Een tweede "December-Salon" volgde in 1939 waar meer dan 140 kunstenaars, waaronder 17 beeldhouwers, werden vertegenwoordigd met bijna 500 werken. De evenement werd ook gesteund met een Tombola. Opnieuw vormde de catalogus van dit evenement de nummers 7 en 8 van het beroepsblad (jaargang 1939).
Enige tijd later werd het verbond ontbonden.

## Bibliografie

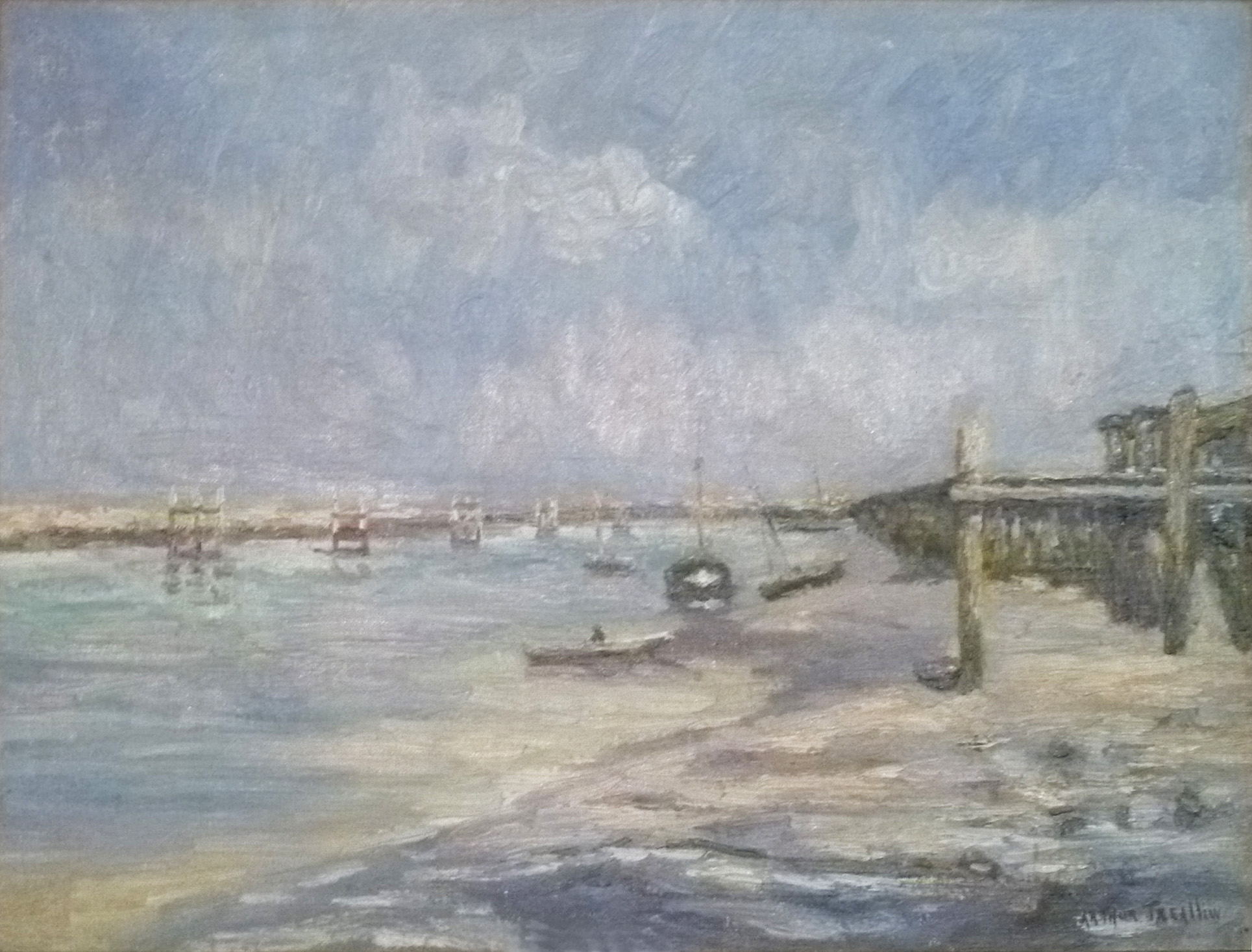
De havengeul door Arthur Trealliw
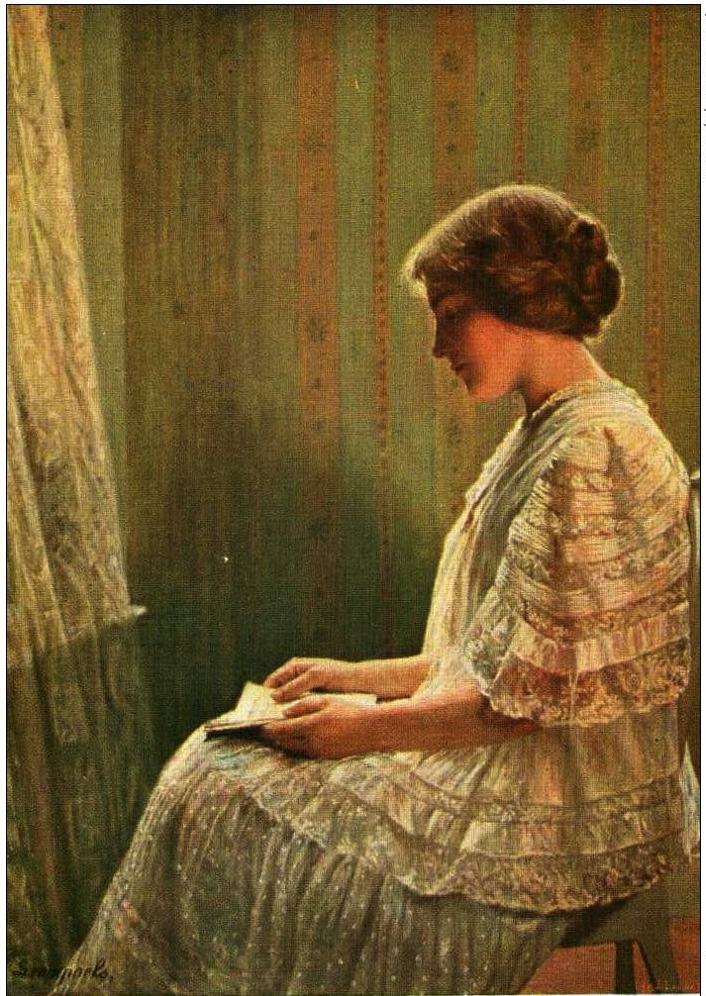
De lezer door Jef Leempoels

## Tentoonstellingen
- 1938, Brussel, Lokaal van het Verbond in het Centrum voor Gebouwdocumentatie, 82 Wetstraat, Eerste Salon, Nationaal Verbond der Kunstschilders & Beeldhouwers van België (5 - 20/2), 'gewijd aan werk van eenige leden van de Brusselse afdeling'.
- 1938, Gent, Lokaal van het Verbond in het Centrum voor Gebouwdocumentatie, 82 Wetstraat, Tweede Salon, Nationaal Verbond der Kunstschilders & Beeldhouwers van België (26/3 - 12/4), 'gewijd aan werk van eenige leden van de Gentsche afdeling'.
- 1938, Brussel, Koninklijke Muzea voor Schoone Kunsten van België, 1e December-Salon, Nationaal Verbond der Kunstschilders & Beeldhouwers van België (17/12/1938 - 31/1/1939)
- 1939, Brussel, Koninklijke Muzea voor Schoone Kunsten van België, 2e December-Salon, Nationaal Verbond der Kunstschilders & Beeldhouwers van België (19/12/1939 - 15/1/1940)